# Chlosyne segregata
Chlosyne segregata är en fjärilsart som beskrevs av Barnes och Mcdunnough 1918. Chlosyne segregata ingår i släktet Chlosyne och familjen praktfjärilar. Inga underarter finns listade i Catalogue of Life.